# Neerbosschebrug
De Neerbosschebrug is een brug over het Maas-Waalkanaal in de Nederlandse stad Nijmegen. De brug omvat twee keer twee rijstroken en een fietspad voor twee richtingen. De brug bestaat uit twee betonnen kokerliggers van 15 meter, om zo een breedte van 30 meter te krijgen. Eerder was er een betonnen boogbrug aanwezig op deze locatie. Het was nodig om een nieuwe brug aan te leggen, omdat het Maas-Waalkanaal werd verbreed van 60 naar 90 meter.

## Afbeeldingen

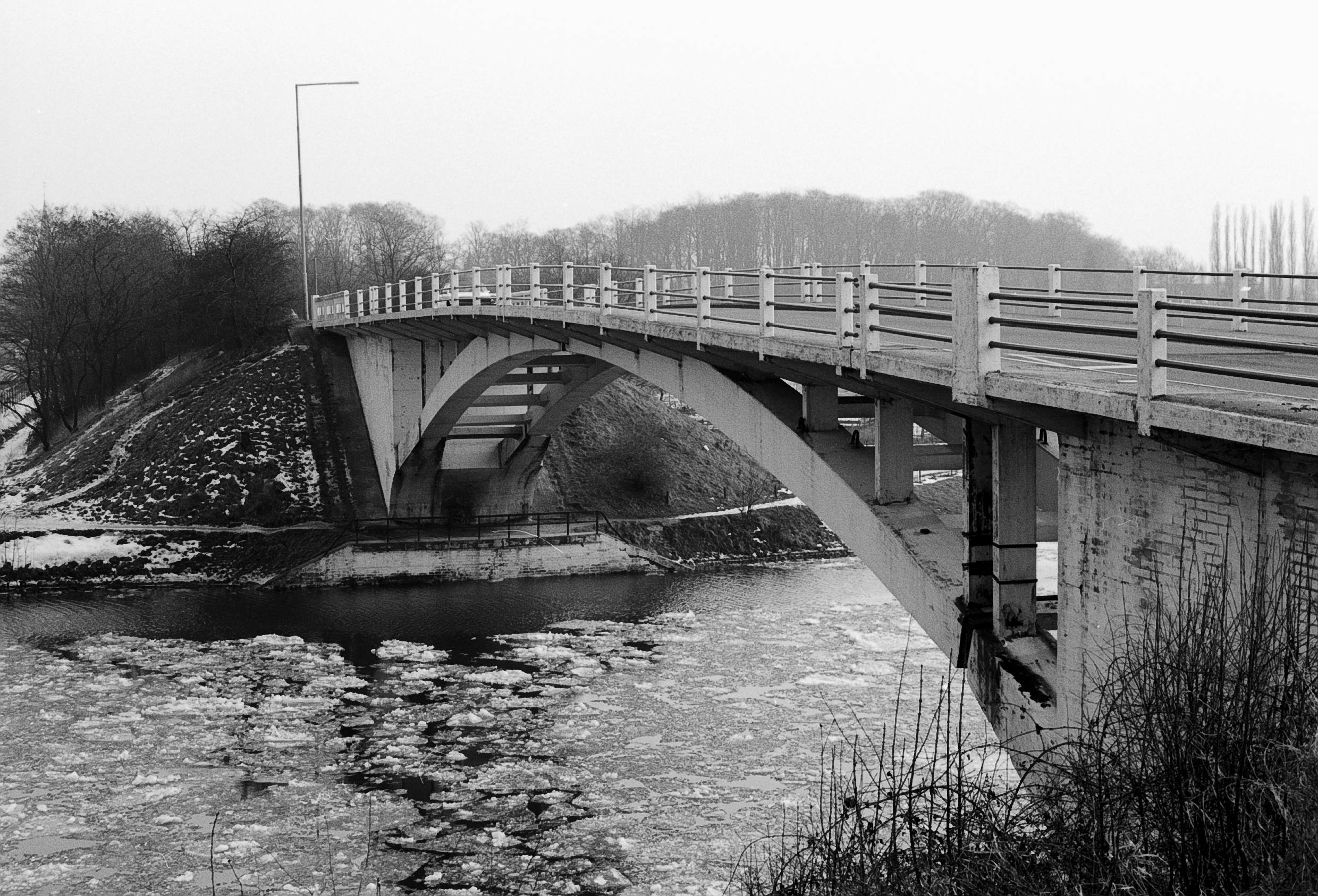
Oude Neerbosschebrug (1978)
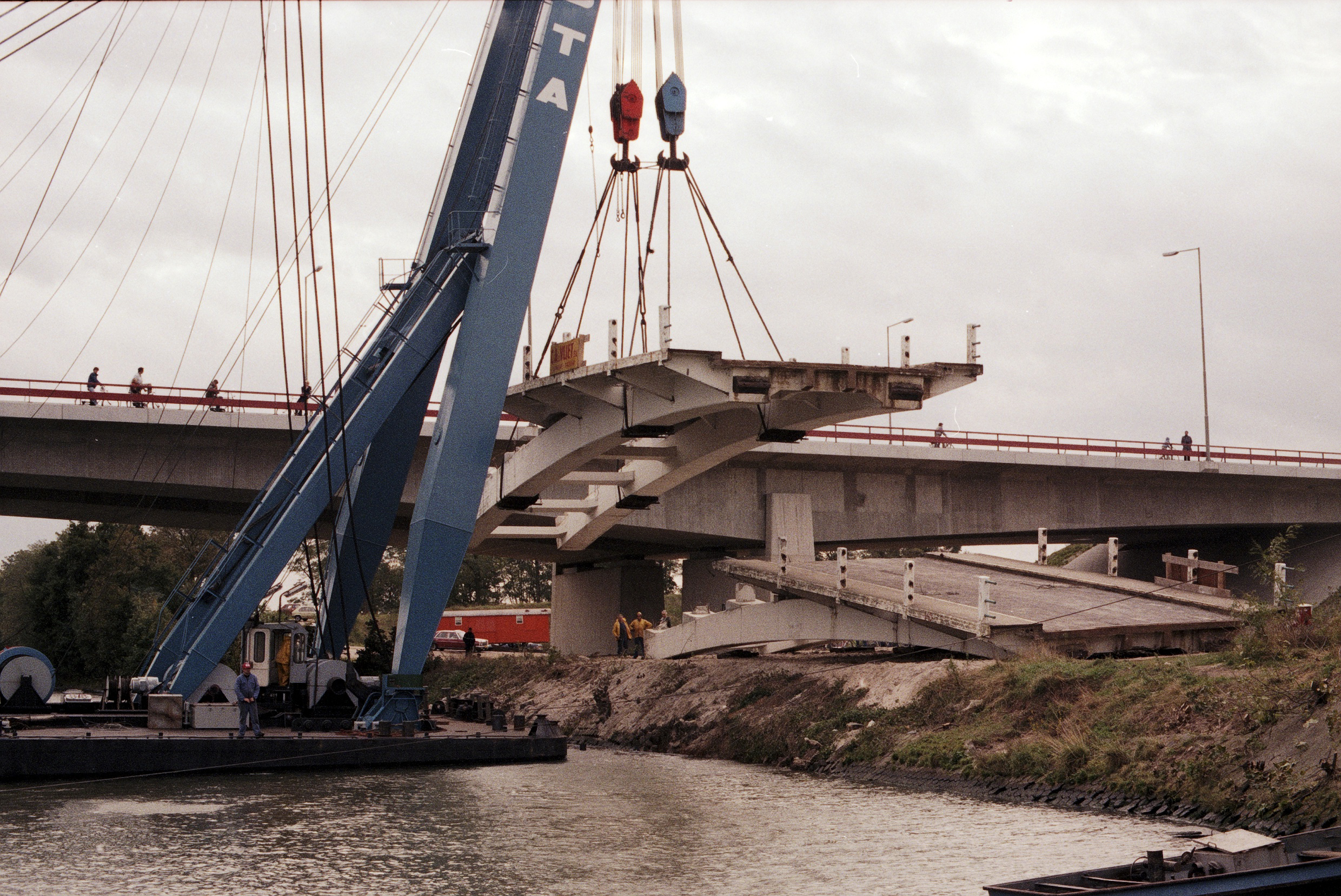
Sloop oude brug met nieuwe brug op de achtergrond